# Општина Белинц
Белинц (рум. Belinţ) општина је у Румунији у округу Тимиш.
Oпштина се налази на надморској висини од 106 m.